# HSF2
Proteína do fator de choque térmico 2 é uma proteína que em humanos é codificada pelo gene HSF2.

## Função
O HSF2, assim como o gene relacionado HSF1, codifica uma proteína que se liga especificamente ao elemento de choque térmico e tem homologia com os HSFs de outras espécies. Fatores de transcrição de choque térmico ativam genes de resposta ao choque térmico sob condições de calor ou outras tensões. Embora os nomes HSF1 e HSF2 tenham sido escolhidos por razões históricas, esses peptídeos devem ser referidos como fatores de transcrição de choque térmico.

## Interações
Demonstrou-se que o HSF2 interage com a nucleoporina 62 e o HSF1.